# Marcin Dołęga
Marcin Dołęga (* 18. Juli 1982 in Łuków) ist ein polnischer Gewichtheber, der für das Team von Zawisza Bydgoszcz startet.

## Karriere
Marcin Dolega wurde zu Beginn seiner internationalen Gewichtheberlaufbahn vom internationalen Gewichtheber-Verband (IWF) von 2004 bis 2006 wegen Dopings 2 Jahre gesperrt.
Marcin Dołęga wurde 2006 in Santo Domingo Weltmeister im Zweikampf mit 415 kg und im Stoßen mit 222 kg sowie Vizeweltmeister im Reißen mit 193 kg in der Klasse bis 105 kg. Bei der Weltmeisterschaft 2007 in Chiang Mai konnte er sich nach drei ungültigen Versuchen im Reißen nicht in die Zweikampfwertung einbringen und im Stoßen erreichte er aufgrund seines höheren Körpergewichts hinter Nikolaos Kourtidis den 4. Platz. Als Weltrekordhalter im Reißen mit 199 kg trat Dołęga bei den Olympischen Spielen 2008 in Peking als Medaillenfavorit an. Nach 195 kg im Erstversuch des Reißens versuchte sich Dołęga an der Weltrekordlast von 200 kg, konnte sie aber im Gegensatz zu Andrej Aramnau nicht bewältigen. Daraufhin steigerte Dolega auf 201 kg, welche er allerdings erneut fallen lassen musste. Im Stoßen begann er mit 225 kg und versuchte sich danach zweimal vergeblich an 228 kg, was für ihn die Bronzemedaille bedeutet, nach der Sperrung von Dmitri Lapikow wegen Dopings.
Bei der Weltmeisterschaft 2009 in Goyang wurde Dolega Weltmeister im Reißen mit 195 kg, im Stoßen mit 226 kg und im Zweikampf mit 421 kg.

## Doping
Dolega wurde in seiner Karriere zweimal positiv auf Doping-Mittel getestet. Am Anfang seiner Karriere war er daher von 2004 bis 2006 gesperrt. Im November 2014 wurde er positiv auf das anabole Steroid Norandrosteron getestet. Bei den Weltmeisterschaften 2014 in Almaty in Kasachstan durfte er daher nicht antreten. Der Weltverband sperrte ihn für zwei Jahre bis 2016.

## Sonstiges
- Dołęga hat zwei Brüder Robert (* 1977) und Daniel Dołęga (* 1988), die beide ebenfalls erfolgreiche Gewichtheber sind.

## Persönliche Bestleistungen
- Reißen: 199,0 kg 2006 in Władysławowo in der Klasse bis 105 kg
- Stoßen: 226,0 kg 2007 in Chiang Mai in der Klasse bis 105 kg
- Zweikampf: 424,0 kg 2006 in Władysławowo in der Klasse bis 105 kg